# Redea (okręg Ardżesz)
Redea – wieś w Rumunii, w okręgu Ardżesz, w gminie Buzoești. W 2011 roku liczyła 35 mieszkańców.